# 10208 Germanicus
10208 Germanicus este un asteroid din centura principală de asteroizi.

## Descriere
10208 Germanicus este un asteroid din centura principală de asteroizi. A fost descoperit pe 30 august 1997 la Santa Lucia de Antonio Vagnozzi. Asteroidul prezintă o orbită caracterizată de o semiaxă mare de 2,24 ua, o excentricitate de 0,20 și o înclinație de 4,6° în raport cu ecliptica.